# 鮑伯·魯斯
羅伯特·諾曼·魯斯（英語：Robert Norman Ross，1942年10月29日—1995年7月4日），藝名鮑伯·魯斯，是美國畫家、企業家（鮑伯·魯斯公司共同創辦人之一）、藝術指導與電視節目主持人。
魯斯原為從軍約20年的美國空軍士官長，在派駐阿拉斯加期間因當地的山岳和雪景而激發創作靈感。他退役之後繼續從事繪畫、主持繪畫節目，以其平靜的繪畫態度與耐心為特色，在他著名的電視節目《歡樂畫室》（The Joy of Painting）中擔任即席教學畫家兼主持人，歡樂畫室在美國公共電視網共播送了12年之久。1985年，他和第二任妻子Jane Lee Zanardelli Ros、華特·科瓦尔斯基、安特妮·科瓦尔斯基夫妻等人合資成立鮑伯·魯斯公司；也使「Bob Ross」成為成功的商業品牌，主要經營美術書籍與相關用品販售。
魯斯在1980年代和1990年代成為了一名電視上的公眾名人，1995年去世後的21世紀成為，在YouTube和許多其他網站上都受到粉絲的歡迎。

## 個人生涯

### 早期
魯斯出生於美國佛羅里達州戴通納海灘，為一名木匠之子，魯斯和父親一起做木匠時，失去了左手食指的一部分，但這並沒有影響他在繪畫的時候拿著調色板的方式，在他早期的從軍生涯中都居住在佛羅里達州。之後美國空軍將他調派至位於阿拉斯加的艾爾森空軍基地（Eielson AFB），他在那第一次看見雪景和山巒，並成為他之後無數次的作畫主題。魯斯發展出他獨有的快速繪畫技法，以便在每天短暫的休息時間中作畫來販售作品。他自己形容，從軍期間讓他成為「中庸」與「堅強」的人，「有命令你刷洗廁所的人、叫你整理床舖的人、你工作遲到對你大聲咆哮的人」。魯斯描述如果他當時就退出美軍「今天的我就不會是現在這樣了。」。魯斯在他從事繪畫這項副業時，發現他販賣作品的收入比擔任軍職還可觀，在離開美國空軍，到成為家喻戶曉的電視節目主持人前，他一直跟隨德國畫家威廉·亞歷山大（William Bill Alexander）學習畫技。亞歷山大也是一個繪畫節目的主持人，到魯斯開始拍攝《歡樂畫室》後，兩人一直是彼此的競爭對手。

### 家庭
魯斯與他的第一任妻子Vivian Ridge Ross育有兒子史蒂芬·魯斯（Steven Ross）。Steven偶爾會出現在《歡樂畫室》中，也是鮑伯·魯斯認證合格的講師之一。魯斯在1977年與Vivian離婚，之後，1977年4月22日，與第二任妻子Jane Lee Zanardelli Ross再婚，婚後育有一個兒子名叫摩根·魯斯（Morgan Ross），也是一位出色的畫家。而Jane在1992年死於癌症，魯斯之後便沒有再婚，直到1995年與最後一任妻子lynda Brown結婚。魯斯曾在一次節目中，提到他有個兄弟吉姆·魯斯·考克斯（Jim Ross Cox）。

### 晚年
1993年，魯斯曾替MTV拍攝宣傳系列電視廣告。1994年春天，他被診斷出罹患淋巴瘤，同年5月17日《歡樂畫室》最後一集播出後，魯斯宣布退休。

### 去世
1995年7月4日，鮑伯·魯斯因淋巴癌的併發症，在佛羅里達州新士麥那海灘（New Smyrna Beach）去世，享年52歲。他的遺體安葬於佛羅里達Gotha的Woodlawn紀念公園。墓碑刻有其招牌爆炸頭造形的頭像，並且寫了：「鮑伯·魯斯 電視藝術家」（Bob Ross Television Artist）。

## 徒弟
- 達納·傑斯特（Dana Jester）— 1954年1月21日出生，知名油畫畫家，曾偶爾會出現在《歡樂畫室》中，同為鮑伯·魯斯認證合格的講師之一。

## 電視節目
魯斯是公共廣播電視節目《歡樂畫室》系列的主持人，畫架前一頭蓬鬆的捲髮與溫和舒緩的語調是他的特色，節目從1983年播送至1994年，至今仍在許多地區重播，甚至在YouTube及直播網站Twitch.tv上也有專屬頻道。在每半個小時的節目中，魯斯會教導觀眾利用快速技法：用最少的顏色以及將繪畫分解成幾個簡單步驟來完成一幅油畫，幾乎任何人都能跟隨他的教學作畫。藝術評論家Mira Schor將他與另一位公共電視網節目主持人Fred Rogers作比較，並指出魯斯溫軟的語調、緩慢的說話速度與他甚為相似。
魯斯不久後創立了他成功的事業：美術相關用品與教學書，以及由「鮑伯·魯斯法（Bob Ross method）」培訓出來的講師所開授的繪畫班。在1990年的一次採訪中，魯斯提到他所有的節目影片都已免費捐贈予美國公共電視台，以及他的收入並非來自他的20本著作和100卷錄影帶（當時總計），而是150位鮑伯·魯斯公司培訓出的導師和全國通路的美術用品生產之利潤。魯斯也提過他在節目「Towering Glacier」(#2341)上將在《歡樂畫室》中所畫的油畫全數捐贈給全國的PBS電視台以「幫助」他們。
一些小動物也出現在魯斯的節目中，特別是鳥類或松鼠（通常是來自自家的花園）。他經常收容、照料一些受傷或遭棄養的松鼠、其他鳥類與野生動物們。

## 繪畫
魯斯運用了「濕上加濕」（wet-on-wet）的油畫技巧：畫家在繪畫時持續在濕的顏料上繼續塗抹作畫，而不花費冗長的時間等待每層顏料乾燥。結合這種技巧，魯斯利用兩吋刷子和其他筆刷、畫刀就能在短時間內繪出山、水、樹木、雲彩等景緻。每幅畫會先以簡單的筆觸作開頭，看起來似乎只是一群有顏色的污點。而當他用刷子加上越來越多的筆觸後，污點漸漸變成複雜的景觀。
魯斯曾述他所繪的風景畫：典型的山脈、湖泊、雪地與小木屋的景象，有很大的一部分是受到他在美國空軍，駐紮在阿拉斯加的時光所影響。魯斯在節目中一再表示，他相信任何人都具有藝術天份，只要給予時間、耐心與鼓勵，都能成為有成就的藝術家。他也經常喜歡說一句話「我們在這裡沒有什麼錯誤，只有快樂的意外（We don't have mistakes here, we just have happy accidents）」而羅斯在繪畫時也有像是「快樂的小樹（happy little trees）」這種著名的口訣。在許多集的「歡樂畫室」中，他表示他繪畫時最喜愛的部份之一就是清洗刷子，特別是他將刷子弄乾的方式：在刷子浸洗過無氣味的稀釋劑之後，在畫架或稀釋劑罐上快速揮打數次。當他「將魔鬼打出去」後便會露出滿意的微笑。他也使用一種經噴砂處理過的調色盤，以避免工作室的強烈燈光反射到攝影機鏡頭。
當他被問及他繪畫時總是慵懶與平靜的態度時，他曾回應「我不久前從某人那收到一封信，信上說『鮑伯，一切事物在你的世界中看似都很快樂。』那當然，那就是為何我要畫畫的原因。因為我可以創造出一個我想要的世界，而且我可以讓這世界變得與我所想的一樣快樂。如果你想要不好的事物，就去看新聞吧。」在魯斯死後，鮑伯·魯斯公司將他大部分的畫作捐給了慈善機構與公共廣播電視台。
儘管鮑伯·魯斯曾繪出無數件作品，卻很少見到他的原畫被出售。拍賣網站eBay上曾出現過一件由私人擁有者所拍賣的作品，賣價6000至10000美金之間，並附有真實性與來源的證明文件。

## 現況
- 2011年，鮑伯·魯斯公司製作並推出了《鮑伯·魯斯—快樂畫家》（Bob Ross: The Happy Painter）官方紀錄片。
- 2021年，百事公司旗下的碳酸飲料品牌「激浪」推出一支的廣告，模仿還原重現《歡樂畫室》的場景。[14]
- 2021年8月25日，網飛（NetFlix）推出紀錄片《鮑伯羅斯：繪畫的美好、背叛與貪婪》（Bob Ross: Happy Accidents, Betrayal & Greed），由史蒂芬·魯斯等人揭露鮑伯·羅斯私底下的生活和從事繪畫生涯，以及當初魯斯和第二任妻子Jane Lee Zanardelli Ros、華特·科瓦尔斯基、安特妮·科瓦尔斯基夫妻等人合資成立鮑伯·魯斯公司的爭議內幕。[15]

## 紀錄片
- 2011年：鮑伯·魯斯公司-《鮑伯·魯斯—快樂畫家》
- 2021年：網飛—《鮑伯羅斯：繪畫的美好、背叛與貪婪》

## 廣告
- 1983年: HBO—HBO Fillers 1983 [16]
- 1993年:MTV—Bob Ross MTV Promo(1993) [17][18]

## 外部連結
- Bob Ross Incorporated （页面存档备份，存于）（英文）
- 鮑伯·魯斯在互联网电影资料库（IMDb）上的資料（英文）
- 鮑伯·魯斯的Twitch频道